# Corrado Clini
Corrado Clini (Latina, 17 luglio 1947) è un dirigente pubblico italiano.
Dal 16 novembre 2011 al 28 aprile 2013 ha ricoperto l'incarico di Ministro dell'ambiente, della tutela del territorio e del mare del governo Monti.

## Biografia
Laureato in medicina e chirurgia presso l'Università degli studi di Parma nel 1972, si è specializzato in medicina del Lavoro presso l'Università degli studi di Padova nel 1975 e in igiene e sanità pubblica all'Università degli studi di Ancona nel 1987.
A Parma, da studente, fu molto attivo nel Movimento Studentesco. Nel febbraio 1969 partecipò alla protesta per la chiusura dei manicomi e all'occupazione della casa di cura di Colorno. Aderì poi al "Movimento Politico dei Lavoratori", piccolo partito fondato nel 1971 da Livio Labor per i cristiani del dissenso, di cui per qualche tempo fu il principale esponente della città
Dal 1978 al 1990 è stato Direttore sanitario del Servizio Pubblico di Igiene e medicina del Lavoro di Porto Marghera.
Dal 1992 al 1998 è stato Professore presso l'Università degli Studi di Parma nel Dipartimento di Scienze Ambientali. Membro del Consiglio di Amministrazione dell'ENEA dal 1993 al 1997 e Vice Commissario dal 2004 al 2007.

### Direttore generale al ministero dell'Ambiente
Dal 1991 al 2011 è stato direttore generale del ministero dell'Ambiente:
- 1991-2000 direttore generale del Servizio prevenzione dell'inquinamento atmosferico e acustico nelle industrie, dove tra l'altro ha pubblicato il primo (e unico) Rapporto sulle 18 aree a rischio di incidente rilevante in Italia (1992).
- 2000-2011 direttore generale della Protezione internazionale dell'ambiente dal 2000 e Sviluppo sostenibile dal 2002, unificate nel 2003 nella Direzione generale per la ricerca ambientale e lo sviluppo e nel 2010 Direzione generale per lo Sviluppo sostenibile, il clima e l'energia.
- 2013 Dal 28 aprile 2013, terminato l'incarico di ministro dell'Ambiente, è tornato alla guida della Direzione generale sviluppo sostenibile, clima, energia.

### Incarichi internazionali
- dal 2008 al 2010 Chairman dell'European Environment and Health Committee, composto dall'Organizzazione mondiale della sanità e dai Ministeri della Salute e dell'Ambiente di 51 paesi europei e centro asiatici;
- dal 2003 al 2008, vicepresidente dell'Agenzia europea dell'ambiente;
- dal 2003 al 2008 presidente del board del Regional Environment Center di Budapest;
- dal 2003 al 2005 presidente della Convenzione di Barcellona per la protezione del Mediterraneo,
- dal 2000 al 2001 presidente della G8 Task Force on Renewable Energies, istituita dai capi di Stato e di Governo del gruppo G8 ad Okinawa, che ha predisposto il primo rapporto globale sulle energie rinnovabili, base dei programmi sulle energie rinnovabili avviati nel 2002 al vertice sullo sviluppo sostenibile di Johannesburg.

### Incarichi attuali
Ricopre i seguenti incarichi
- dal 2002 presidente della commissione tecnica del Cipe per l'elaborazione e l'aggiornamento del “Piano nazionale per la riduzione delle emissioni dei gas ad effetto serra”, adottato con delibera Cipe 123/2002
- dal 2005, presidente della “Global BioEnergy Partnership”, istituita dai Capi di Stato e di Governo del gruppo G8 a Gleaneagles, per la promozione della produzione e degli usi sostenibili delle bioenergie, alla quale aderiscono oggi i paesi del G20, più altri 34 paesi dell'Africa, America Latina, Asia, Europa, la FAO e le agenzie delle Nazioni Unite, la Banca Mondiale, l'Agenzia Internazionale dell'Energia. Il 16 novembre 2012 è stato rieletto alla presidenza dell'agenzia per il biennio 2012-2013.
- dal 2006 visiting professor all'università Tshingua, dipartimento di Scienze ambientali, Pechino
- dal 2007 senior research fellow al Center for international development all'Harvard University
- dal 2009, presidente della General Assembly al Regional Environment Center (REC) di Budapest, un'organizzazione internazionale composta da 27 paesi UE, da Giappone, USA, e dalla Commissione Europea
- dal 2009 membro di The China Council for International Cooperation on Environment and Development (CCICED), un comitato internazionale di esperti che assiste il Premier Cinese sulle politiche della Cina per la protezione dell'ambiente globale.
- dal settembre 2012, presidente della Convenzione delle Alpi

### Progetti sviluppati
Durante l'incarico di direttore generale del ministero ha avviato numerosi progetti ambientali, e sono in corso oltre 300 progetti di cooperazione ambientale internazionale (in collaborazione con organizzazioni quali la Banca Mondiale, la Bers, l'UNEP, l'Unpd e altri organismi) in 50 paesi in via di sviluppo, in particolare in Cina, nei Balcani, in Africa Settentrionale e nel Vicino Oriente, ma anche in America Latina e nelle piccole isole del Pacifico. Gli interventi di diffusione di tecnologie italiane hanno portato finora a investimenti per un valore di 1,72 miliardi di euro, attivati da una spesa cofinanziata italiana di 360 milioni. Di particolare rilievo i programmi in Cina, che hanno un valore di circa 1,2 miliardi, cofinanziati dal ministero con 180 milioni.

## Ministro dell'ambiente

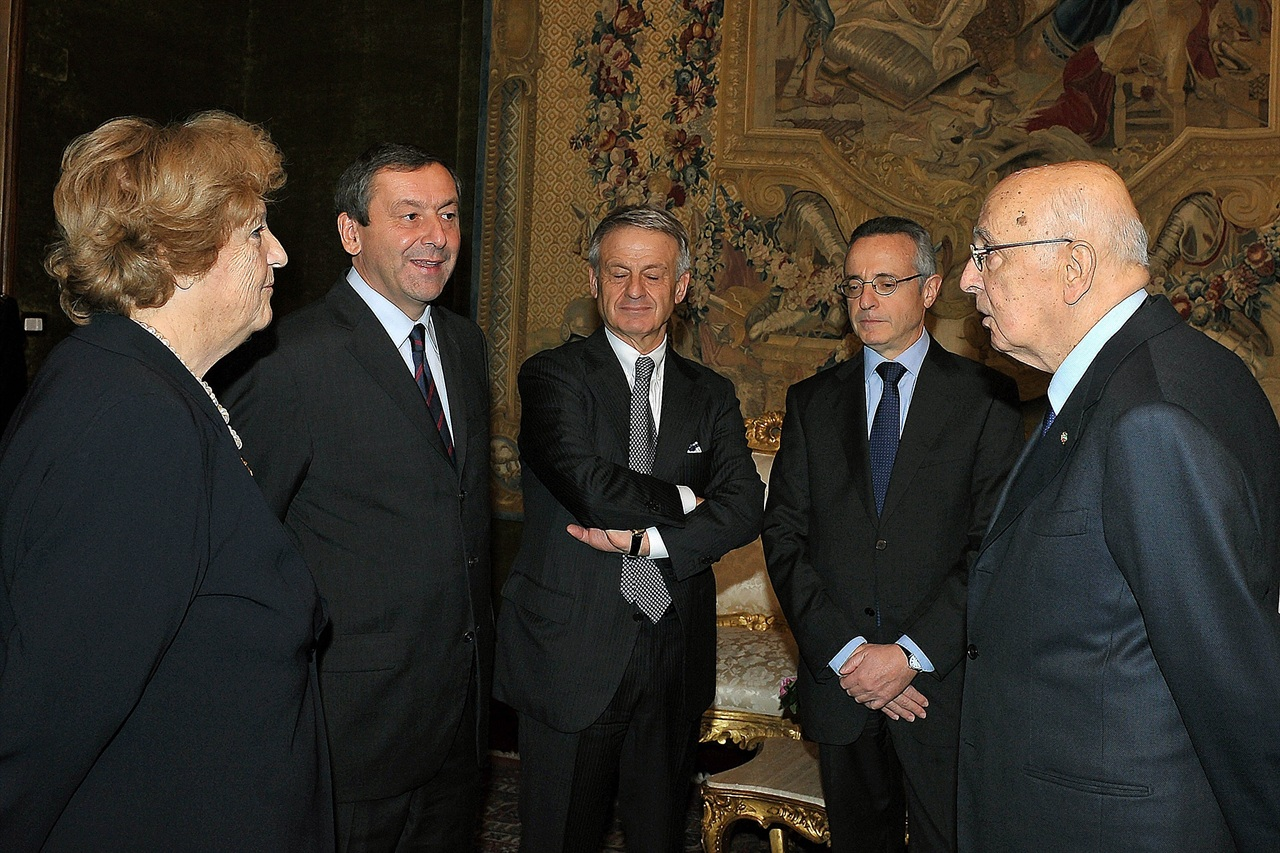
Corrado Clini (al centro) con i colleghi ministri Annamaria Cancellieri, Francesco Profumo, Mario Catania e il presidente della Repubblica Giorgio Napolitano il 21 novembre 2011

Il 16 novembre 2011 è stato nominato Ministro dell'Ambiente, della Tutela del Territorio e del Mare nel Governo Monti.
Nei giorni successivi alla nomina a ministro, Clini ha annunciato una conferma degli sgravi fiscali per il risparmio energetico, una riforma degli incentivi alle fonti di energia rinnovabili (è uno dei promotori istituzionali delle energie rinnovabili), e di un riassetto della difesa del suolo da alluvioni e inondazioni.
Il 1º marzo 2012 durante un incontro con la popolazione dell'Isola del Giglio (dove il 13 gennaio era naufragata la nave da crociera Costa Concordia) ha firmato il decreto interministeriale (insieme con il ministro dello Sviluppo economico e delle infrastrutture Corrado Passera) che pone limiti alla navigazione nelle aree marine protette, nella laguna di Venezia e nel Santuario dei Cetacei (Santuario per i mammiferi marini).
Dalla metà del mese di marzo 2012 si è occupato della vicenda dei rifiuti di Roma e del Lazio, alla ricerca di una soluzione della discarica di Malagrotta destinata alla chiusura, affiancando il commissario straordinario, prefetto Giuseppe Pecoraro (poi sostituito dal prefetto Goffredo Sottile), insieme con Regione, Provincia e Comune di Roma, arrivando il 6 agosto alla firma del "Patto per Roma" che impegna gli enti locali alla raccolta differenziata dei rifiuti. Ai primi di gennaio 2013, in seguito alle decisioni della Legge di Stabilità, emana un decreto che nomina un commissario per risolvere le criticità dello smaltimento dei rifiuti nella provincia di Roma; l'obiettivo primario è sviluppare la raccolta differenziata e il riciclo di materia ed energia.
Nel mese di aprile 2012 ha presentato al Cipe il Piano nazionale di riduzione delle emissioni di anidride carbonica e, insieme con i ministri Corrado Passera e Mario Catania (Politiche Agricole), la riforma degli incentivi alle energie rinnovabili (Quinto Conto Energia).
Nell'aprile 2012 ha riavviato l'operatività del Santuario dei cetacei
Il 16 aprile 2012 ha firmato a Venezia l'Accordo di programma per la bonifica e la riqualificazione ambientale del sito di interesse nazionale di Venezia-Porto Marghera e aree limitrofe. Il testo è stato sottoscritto anche dal sindaco di Venezia, Giorgio Orsoni, il presidente della Regione Veneto, Luca Zaia, e il Magistrato alle Acque di Venezia, Ciriaco D'Alessio, in rappresentanza del ministero delle Infrastrutture. L'intesa si basa sulla volontà di semplificare e sburocratizzare le procedure di risanamento e favorire il recupero dell'area con il reinserimento di industrie della green economy. Il modello Marghera, con la reindustrializzazione attraverso la nascita di un ecodistretto, diventa propedeutico per altri 57 siti industriali altamente inquinati di interesse nazionale individuati dal ministero dell'Ambiente. Una delle prime attuazioni dell'Accordo di programma di Porto Marghera sono gli interventi per la produzione di energia da fonti rinnovabili - con la realizzazione fra le altre cose di un campo fotovoltaico a terra della potenza di 2 MW su un terreno inquinato – per i quali nell'agosto del 2012 il ministero dell'Ambiente ha investito 9 milioni di euro. Al primo accordo per Marghera sono seguite intese operative con gli enti locali, le istituzioni e le imprese coinvolte nei progetti.
Altri accordi di programma firmati, modellati sull'esempio di Marghera, riguardano il disinquinamento del sito di interesse nazionale di Trieste (25 maggio 2012) e dello stabilimento siderurgico Ilva di Taranto.
Il 9 maggio 2012 con decreto di Valutazione di impatto ambientale ha espresso parere negativo al progetto presentato al ministero dello Sviluppo economico dalla società petrolifera Petroceltic per esplorazioni del sottosuolo al largo della costa di Chieti; il 31 maggio 2012 con decreto di Valutazione di impatto ambientale ha espresso parere negativo al progetto presentato al ministero dello Sviluppo economico della società petrolifera Audax Energy per esplorazioni del sottosuolo nel Canale di Sicilia al largo di Pantelleria; il 7 agosto 2012 con decreto di Valutazione di impatto ambientale ha espresso parere positivo con prescrizioni al progetto presentato al ministero dello Sviluppo economico dalla società petrolifera Petroceltic per esplorazioni del sottosuolo al largo delle Isole Tremiti.
Ha lanciato il programma di accordi volontari Carbon Footprint-Water footprint per accelerare la conversione ambientale delle imprese.

### Trattati internazionali
Ai primi di dicembre Clini ha guidato la negoziazione italiana al summit ONU del clima a Durban, in Sudafrica (Cop17) e in gennaio ha presentato le iniziative per il vertice mondiale della Terra in programma a Rio de Janeiro in giugno.
È intervenuto in prima persona nella mediazione che ha permesso di salvare l'accordo della Conferenza delle Nazioni Unite sullo sviluppo sostenibile Rio+20, che si è tenuta a Rio de Janeiro dal 20 al 22 giugno 2012, consentendo la convergenza su programmi di green economy e sviluppo sostenibile dei Paesi cosiddetti maggiormente sviluppati come Europa, Stati Uniti, Canada e Giappone e delle grandi economie emergenti a cominciare dal Brasile.
Ha firmato diversi accordi internazionali di cooperazione ambientale per promuovere la conversione "verde" soprattutto dei Paesi di nuova economia e dei Paesi in crescita, e in generale per la protezione internazionale dell'ambiente, come con l'Iraq, il Brasile, la Cina, il Messico,, l'Egitto, il Montenegro e numerosi altri Paesi.

### Incarichi
Il 7 settembre 2012 a Poschiavo in Svizzera ha assunto la presidenza della Convenzione delle Alpi – l'intesa internazionale per la protezione e la promozione dello sviluppo sostenibile dell'ecosistema naturale delle Alpi - lanciando la “piattaforma energetica della Regione Alpina” come esperienza pilota transnazionale che integri i sistemi energetici della Baviera, di Austria e Svizzera, delle zone alpine di Francia, Italia, Slovenia. Nel suo intervento ha messo in evidenza che la piattaforma energetica può trarre immediatamente vantaggio dalle molte esperienze avanzate presenti nella Regione, e rappresenta un'occasione importante per la promozione e sperimentazione di tecnologie innovative nelle fonti rinnovabili.
Il 16 novembre 2012 è stato rieletto alla presidenza del comitato GBEP (Global Bioenergy Partnership) per il biennio 2012-2013.

### Posizioni personali
Tra sue posizioni espresse attraverso gli organi di stampa, ha affermato che il nucleare è una risorsa energetica diffusa nel mondo, rinviando però un'eventuale riflessione sul nucleare per l'Italia quando le tecnologie saranno sicure visto che oggi "è una questione già risolta in modo chiaro con il referendum e sono impegnato da anni nella promozione e nello sviluppo delle energie rinnovabili".
In merito all'utilizzo di organismi geneticamente modificati il neoministro il 17 novembre 2011 ha affermato che "gli ogm in molti casi fanno bene, in altri possono essere pericolosi"
Il 20 dicembre 2011 durante una serata di solidarietà organizzata a Genova dal cantautore Gino Paoli a favore degli alluvionati, con il presentatore Pippo Baudo si espresse contro i privilegi fiscali sull'Ici di cui gode la Chiesa cattolica; ne seguì un dibattito fra il ministro e il quotidiano cattolico Avvenire.
Il 30 gennaio 2012 Clini si è dimesso da presidente della AREA Science Park di Trieste, la cui nomina è espressa dal Governo, incarico dal quale si era sospeso al momento della nomina a ministro affidando tutte le deleghe al vicepresidente.
Nel mese di aprile 2012 ha avuto sulle pagine del Corriere della Sera un dibattito pubblico con il giornalista Massimo Mucchetti a sostegno delle fonti rinnovabili di energia
Commentando la sentenza di primo grado che ha condannato la Commissione Grandi Rischi per omicidio colposo a seguito di fatti connessi con il terremoto dell'Aquila del 2009, Clini ha affermato: "Hanno ragione quelli che dicono che l'unico precedente a questa sentenza è quello di Galileo Galilei".
Alle dimissioni del Governo Monti, Clini ha annunciato che non si sarebbe candidato, "il modo migliore per sostenere il Governo" in quanto impegnato ad affrontare problemi pressanti come il caso Ilva, il naufragio della Costa Concordia e l'emergenza rifiuti a Roma, e ha proposto un'Agenda Verde di impegni per il Governo che sarebbe succeduto.

## Il ritorno alla direzione generale
Tornato alla guida della Direzione generale sviluppo sostenibile, clima, energia del ministero (28 aprile 2013), Clini ha organizzato per il ministero le iniziative sull'ecologia e la sostenibilità nell'ambito della Giornata mondiale della gioventù della Chiesa cattolica che si è svolta alla fine del luglio 2013 a Rio de Janeiro.
Si è dimesso dall'incarico nel maggio 2014 dopo essere stato arrestato a seguito di un'indagine giudiziaria.

## Procedimenti giudiziari
Nell'ottobre 2013 è stato ascoltato dalla Procura di Ferrara in merito a un'indagine sul progetto di cooperazione ambientale internazionale New Eden in Iraq.
Nell'ambito di questa indagine, il 26 maggio 2014 è stato arrestato dalla Guardia di finanza con l'accusa di peculato. Nei suoi confronti sono stati disposti gli arresti domiciliari.
Il giorno dopo si rende noto che è accusato dalla Procura di Roma di far parte di una associazione per delinquere finalizzata alla corruzione.
Il 28 maggio gli avvocati di Clini hanno divulgato, sotto forma di comunicato stampa, una lettera autografa di Clini in cui l'accusato scrive la sua versione dei fatti e afferma di non avere corrotto nessuno.
In giugno arriva l'accusa di riciclaggio internazionale di denaro, che viene contestata in Svizzera, per i soldi trovati in un conto cifrato alla Ubs di Lugano. Per questo l'imputato è stato interrogato a Ferrara con rogatoria internazionale richiesta dalla procura di Lugano.
Il 14 luglio 2014, esaminata la documentazione raccolta dalla Procura e interrogato l'imputato, il Giudice per le indagini preliminari di Ferrara ha stabilito che non vi sono i presupposti per la misura cautelare e ha ordinato la scarcerazione immediata di Clini.
Annullata l'inchiesta della Procura di Ferrara e trasferiti per competenza gli atti alla Procura di Roma, il 14 novembre la Procura di Roma ha fatto sapere che l'ipotesi di reato è stata derubricata da peculato in corruzione. Il 12 marzo 2015 è iniziato il processo con giudizio abbreviato: l'ipotesi di reato è che egli abbia ricevuto una tangente da oltre un milione di euro, imputazione da cui Clini si è dichiarato estraneo.
Nel 2019, alla conclusione delle indagini, la Procura ha chiesto il rinvio a giudizio dell'ex ministro per il reato di associazione a delinquere transnazionale. Nel gennaio 2020 il giudice ha rinviato a giudizio Clini, insieme a altre 25 persone, riconoscendo la tesi della Procura secondo cui i progetti internazionali venivano «affidati prevalentemente a società o raggruppamenti societari riconducibili agli indagati o da loro controllate o partecipate». A seguire, gli imprenditori beneficiati dagli appalti «riconoscevano a Clini, Hauser e loro congiunti denaro o altre utilità, attraverso prestazioni professionali (vere o fittizie), assunzioni, incarichi, rimesse in denaro e altre utilità».
Nel marzo 2021, al termine del processo, il Tribunale lo ha condannato in primo grado a 6 anni di carcere per corruzione aggravata dalla circostanza della transnazionalità.
A dicembre 2021 il Tribunale di Roma ha assolto con formula piena Clini limitatamente alle accuse di peculato relative alle spese di viaggi e trasferte internazionali in rappresentanza del governo italiano nelle sue qualità prima di direttore generale e poi di ministro dell’ambiente.